# Уцулімахі
Уцулімахі (рос. Уцулимахи) — село Акушинського району, Дагестану Росії. Входить до складу муніципального утворення Сільрада Нахкінська.
Населення — 159 (2010).

## Населення
За даними перепису населення 2002 року в селі мешкало 156 осіб. В тому числі 74 (47,44 %) чоловіків та 82 (52,56 %) жінок.
Переважна більшість мешканців — даргинці (100 % від усіх мешканців). У селі переважає сирхінсько-тантинська мова.